# Niżnij Wiszur
Niżnij Wiszur (ros. Нижний Вишур) – wieś (dieriewnia) w Rosji, w Udmurcji, w rejonie możgińskim. W 2021 liczyła 595 mieszkańców.